# Szum (album)
Szum – drugi studyjny album polskiej grupy muzycznej Cheap Tobacco. Album miał swoją premierę w 2018.
Nagrania na płytę zarejestrowano w Monochrom Studio. Premiera płyty miała miejsce 28 września 2018. Koncert premierowy prezentujący album odbył się w Muzycznym Studio Polskiego Radia im. Agnieszki Osieckiej.
W styczniu 2019 album został nominowany do Fryderyka w kategorii Album Roku Blues/Country.

## Lista utworów[1]
1. Nieidealni (tekst: Natalia Kwiatkowska / muzyka: Robert Kapkowski) - 3:27
2. Thunder (tekst: Natalia Kwiatkowska / muzyka: Robert Kapkowski) - 4:05
3. Nić (tekst: Natalia Kwiatkowska / muzyka: Robert Kapkowski) - 4:51
4. W Niemiłości (tekst: Natalia Kwiatkowska / muzyka: Robert Kapkowski) - 4:28
5. Halo (tekst: Natalia Kwiatkowska / muzyka: Robert Kapkowski) - 5:23
6. Running Wild (tekst: Natalia Kwiatkowska / muzyka: Borys Sawaszkiewicz) - 3:55
7. Szum (tekst: Natalia Kwiatkowska, Robert Kapkowski / muzyka: Michał Bigulak) - 4:27
8. Deszcz (tekst: Natalia Kwiatkowska / muzyka: Robert Kapkowski) - 3:23
9. End Of The World (tekst: Natalia Kwiatkowska / muzyka: Natalia Kwiatkowska) - 5:18
10. Wędrówka (tekst: Natalia Kwiatkowska / muzyka: Robert Kapkowski) - 4:34
11. Bez Ciebie (tekst: Natalia Kwiatkowska / muzyka: Natalia Kwiatkowska) - 3:02
12. Ślad (tekst: Natalia Kwiatkowska / muzyka: Adam Partyka, Borys Sawaszkiewicz, Michał Bigulak, Robert Kapkowski) - 8:03